# Rårörda lingon

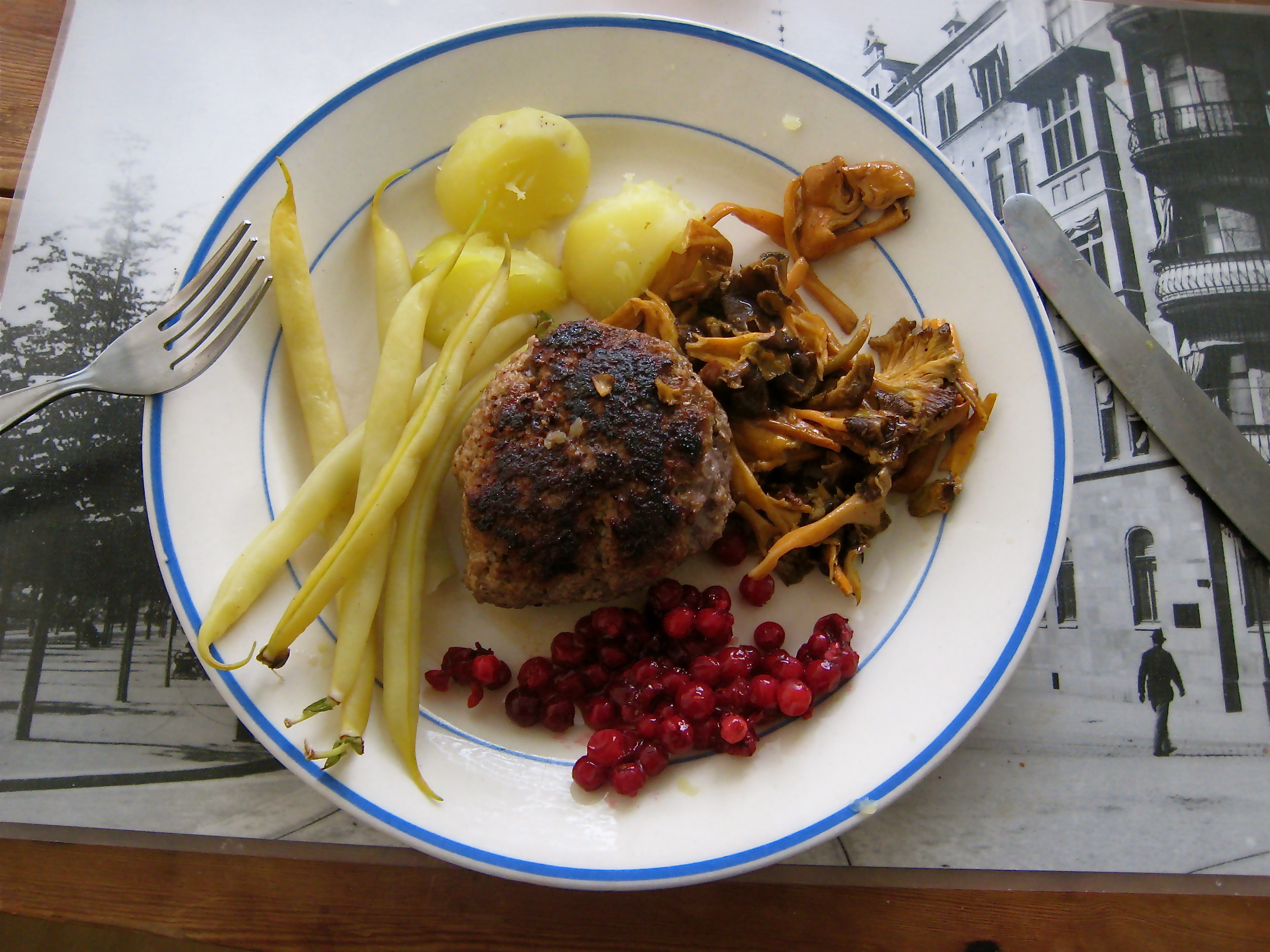
Rårörda lingon till pannbiff.

Rårörda lingon är ett sätt att konservera lingon. Rårörda lingon skiljer sig från lingonsylt huvudsakligen genom att ingen kokning sker. Tack vare lingonens innehåll av det naturliga konserveringsmedlet bensoesyra, uppnås en viss hållbarhet. Till skillnad från vid annan syltning behöver inget socker tillföras. I de flesta recept ingår dock socker, på 1 liter bär 2,5–5 dl socker.
Rårörda lingon används på liknande sätt som vanlig lingonsylt.